# Foveolaria falcifera
Foveolaria falcifera is een mosdiertjessoort uit de familie van de Foveolariidae. De wetenschappelijke naam van de soort is voor het eerst geldig gepubliceerd in 1884 door George Busk.